# Hummersen
Hummersen gehört zu den zehn Ortsteilen der Stadt Lügde im Kreis Lippe in Nordrhein-Westfalen. Der Ortsteil hatte am 31. Dezember 2012 421 Einwohner. Der derzeitige Ortsbürgermeister ist Friedhelm Reker.

## Lage
Hummersen liegt auf einer Höhe von 223 m ü. NN am Fuße des Köterberges und rund 8,5 Kilometer südöstlich der Kernstadt Lügde. Die Flächengröße beträgt 4,577 km².

## Geschichte

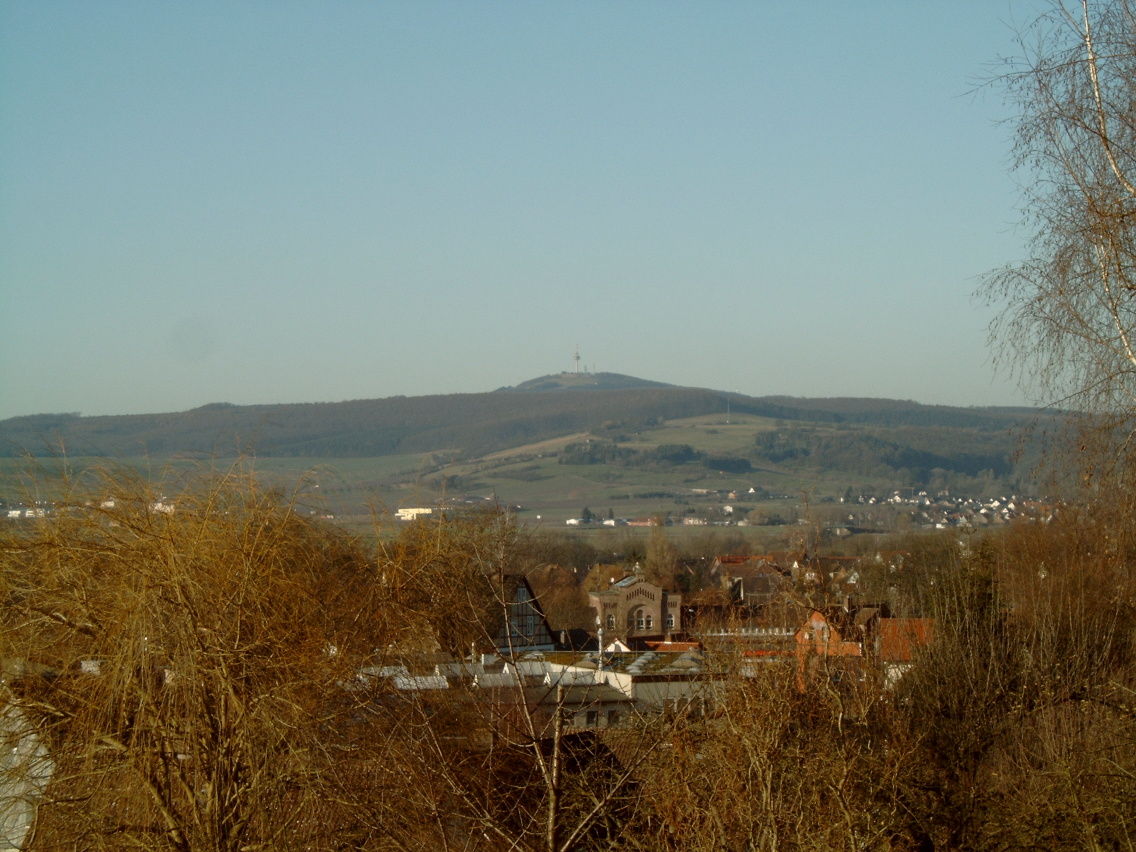
Köterberg, Blick von Holzminden aus

Erste Erwähnung findet Hummersen in einer Schenkungsurkunde des Klosters Corvey als Hamereshus oder Hamershaus im Jahr 832 und ist damit nach Lügde urkundlich die älteste Siedlung der Stadt. Die Siedlung lag auf einem ebenen Gelände hinter dem Mühlenberg, rund 150 Meter vom Lonaubach entfernt, und ist heute von einem Golfplatz überbaut. Keramikfunde belegen eine Siedlungskontinuität vom 9. bis zum 14. Jahrhundert. Dann fiel der Ort, der aus Ober- und Niederhummersen bestand, wüst. Um 1555 wurde Hummersen neu besiedelt.

### 19. Jahrhundert
Im 19. Jahrhundert gab es diverse Versuche, im Raum Hummersen Erze abzubauen. Der Versuch, Silber zu finden scheiterte. Man stieß allerdings auf Schwefelkies, der in der "Grube Volkwin" gefördert wurde. Aus wirtschaftlichen Gründen stellte man den Abbau ein. Noch im Jahr 1923 wurden in der Gegend größere aber erfolglose Investitionen zum Abbau von Edelmetall getätigt.

### 20. Jahrhundert
Die zuvor selbständige Gemeinde wurde im Rahmen der Kommunalreform am 1. Januar 1970 eingemeindet.

### Ortsname
Neben den Ersterwähnungen als Hamereshus oder Hamershaus sind für Hummersen im Laufe der Jahrhunderte folgende Schreibweisen ebenfalls belegt: Hameressen (1031), Hameressun (um 1060), Homersen (1260, 1268 und 1324), Homssen (1262), Hommersen (1268), Hummersen (zweite Hälfte des 14. Jh.), Homerzen (1400), Homerssen (1415), Haumerßheim (1532), Hommersen (1590, im Landschatzregister), Hummerßenn (1618, im Landschatzregister), Hummersen (um 1758) sowie Humersen (1807, im Lemgoer Bürgerbuch).

## Infrastruktur
In Hummersen gibt es ein kleines Freibad, einen Nordic-Walking-Parcours, eine Wollwerkstatt, eine 18-Loch-Golfanlage des "Golfclubs Weserbergland", einige Gewerbebetriebe und freiberuflich Tätige. Mehrmals wöchentlich fahren Bäcker und Fleischer durch den Ort und stellen damit eine Minimalversorgung sicher. Die Anbindung an den öffentlichen Nahverkehr ist gegeben, mehrmals täglich fahren Busse nach Rischenau und Lügde.
Wegen seiner Lage inmitten von Wäldern wird Hummersen auch „das Walddorf“ genannt.